# ماكس ليندر
ماكس ليندر (بالفرنسية: Max Linder) بالإنجليزية: Max Linder واحد من أهم رواد السينما الصامتة، عمل ماكس ليندر ممثلاً مسرحياً ولاعب خفة وقدم عدداً من المسرحيات مثل مسرحيات موليير، بيار كورناي، وألفريد دي موسيه..

## سيرته الذاتية
ولد في 16 ديسمبر عام 1882 جنوب غرب فرنسا. تحول ماكس ليندر للسينما في عام 1905.
واسمه الحقيقي غابريل ليفيل، لكنه غير اسمه ليخفف من عار استرزاقه بالعمل ضمن مجاميع كومبارس في الأفلام، منذ العام 1901 حتى العام 1904.

## أهميته
كان تشارلي تشابلن شديد الإعجاب بماكس ليندر، إذ يعتبر أحد أهم أولئك الذين صاغوا مستقبل الفيلم الكوميدي برمته، إن لم يكن هو الأهم فقد كان في البداية ممثلاً درامياً جاداً دونما نجاح واسع، لكن فيما بعد حصل على فرصة لعمل سلسلة أفلام خاصة به، طور من خلالها تدريجياً أول شخصية كوميدية شعبية عرفت على نطاق واسع باسم (ماكس) الشاب الثري العاطل والأنيق ذي الشعر الأملس والشارب المنمق، بسترة السهرات الطويلة الفخمة والقبعة الحريرية الفاخرة والعصا الثمينة، وهي شخصية واسعة الحيلة، ذكية وقادرة على الخروج من المآزق التي تقودها إليها عيناها دائمتا التلفت. توفي ماكس ليندر في باريس عام 1925.

## روابط خارجية
- ماكس ليندر على موقع IMDb (الإنجليزية)
- ماكس ليندر على موقع الموسوعة البريطانية (الإنجليزية)
- ماكس ليندر على موقع روتن توميتوز (الإنجليزية)
- ماكس ليندر على موقع ألو سيني (الفرنسية)
- ماكس ليندر على موقع أول موفي (الإنجليزية)
- ماكس ليندر على موقع قاعدة بيانات الأفلام السويدية (السويدية)
- ماكس ليندر على موقع إن إن دي بي (الإنجليزية)
- ماكس ليندر على موقع قاعدة بيانات الفيلم (الإنجليزية)
- ماكس ليندر على موقع كينوبويسك (الروسية)
- Max Linder at Golden Silents
- Photographs and literature
- Institut Max Linder نسخة محفوظة 5 فبراير 2011 على موقع واي باك مشين.
- "Max Takes a Picture" - 1913 - Max Linder على يوتيوب
- Max Linder shorts available for free download at archive.org